# Безперебійне енергопостачання
Безперебійне енергопостачання — забезпечення виробництв, цехів, об'єктів цивільного призначення та іншого обладнання, безперервним постачанням електроенергії та іншими енергоресурсами в будь-яких режимах роботи, за винятком виходу з ладу пристроїв безперебійного живлення й струморозподільної мережі.